# 坎貝爾 (紐約州普查規定居民點)
坎貝爾（英語：Campbell）是位於美國紐約州斯托本縣的普查規定居民點。

## 人口
根據2020年美國人口普查的數據，坎貝爾的面積為4.56平方千米，皆為陸地。當地共有人口659人，而人口密度為每平方千米144.52人。